# Richard Dysart

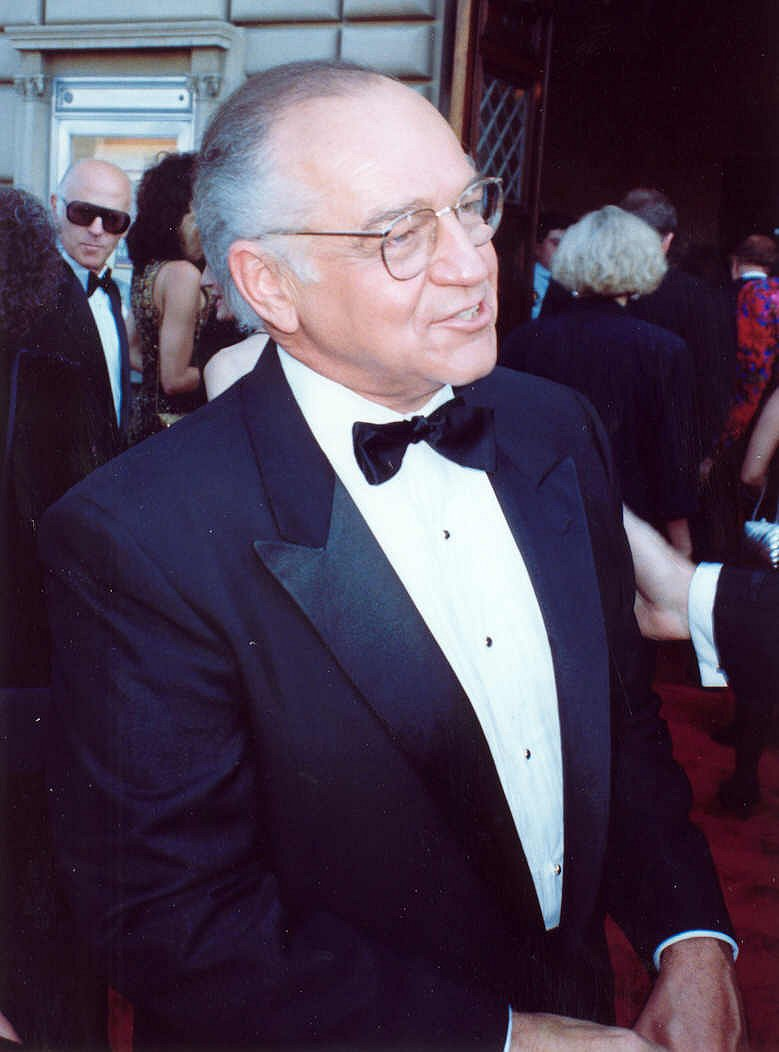
Richard Dysart (1990)

Richard Allen Dysart (* 30. März 1929 in Boston, Massachusetts; † 5. April 2015 in Santa Monica, Kalifornien) war ein US-amerikanischer Film- und Fernsehschauspieler. Er wirkte in der Fernsehserie L.A. Law – Staranwälte, Tricks, Prozesse mit, die von 1986 bis 1994 ausgestrahlt wurde.

## Leben und Karriere
Richard Dysart wuchs in Augusta, Maine, auf. Mit 16 Jahren moderierte er eine Sendung bei einer lokalen Radiostation, was den Beginn seiner Showkarriere darstellte. Er diente während des Koreakriegs vier Jahre in der US Air Force. Für den Militärdienst unterbrach er sein Studium am Emerson College in Boston, an dem er zunächst einen Bachelor und Jahrzehnte später einen Master im Fach Sprachkommunikation (speech communications) erwarb. Er war auch Mitglied der Studentenvereinigung Phi Alpha Tau am Emerson College.
Nach seinem Bachelorabschluss am Emerson College begann Dysart eine Schauspielkarriere, die sich zunächst vorrangig auf das Theater beschränkte. Zeitweise musste er sich finanziell als Ticketverkäufer über Wasser halten. Schließlich wurde er mit zu einem gefragten Bühnendarsteller mit zahlreichen Rollen am Broadway und am Off-Broadway. 1965 war er Gründungsmitglied des American Conservatory Theater in San Francisco.
Seine ruhige und seriöse Ausstrahlung führte vor allem zu Rollen, in denen eine stille Art der Autorität gefragt war. So spielte er mehrfach Politiker, Generäle, Anwälte, Ärzte oder Firmenbosse. Er verkörperte etwa im Laufe seiner Karriere den Kapitän Ernst Lehmann im Katastrophenfilm Die Hindenburg, Harry S. Truman in gleich zwei Fernsehfilmen, Ulysses S. Grant in einem Fernsehdrama über George Armstrong Custer sowie Dwight D. Eisenhower in der BBC-Produktion Churchill and the Generals.
Obgleich er bereits seit den frühen 1950er-Jahren in Film und Fernsehproduktionen aufgetreten war, erhielt Dysart dort erst in den 1970er-Jahren zunehmend größere Rollen. Seine persönliche Lieblingsrolle wurde die eines gutherzigen Arztes in der Tragikomödie Willkommen, Mr. Chance (1979) an der Seite von Peter Sellers, Shirley MacLaine und Melvyn Douglas. Weitere nennenswerte Kinorollen hatte er als Mediziner Dr. Copper in Das Ding aus einer anderen Welt (1982) und als Geschäftsführer, dessen Firma von Gordon Gekko übernommen wird, in Wall Street (1987). Seine vermutlich bekannteste und mit dem Emmy ausgezeichnete Rolle verkörperte er zwischen 1986 und 1994: als Leland McKenzie, Seniorpartner einer Anwaltskanzlei, in der Anwaltsserie L.A. Law – Staranwälte, Tricks, Prozesse. Zuletzt stand er, in derselben Rolle, für den Fernsehfilm L.A. Law – Der Film aus dem Jahr 2002 vor der Kamera.
Dysart starb am 5. April 2015 im Alter von 86 Jahren in seinem Zuhause im kalifornischen Santa Monica an den Folgen einer Krebserkrankung. Er hinterließ seine Ehefrau Kathryn Jacobi Dysart und einen Stiefsohn.

## Auszeichnungen
In einer Ausgabe der EGG-Zeitschrift wurde eine Szene der Serie L.A. Law als Platz 38 der großartigsten Momente im Fernsehen genannt. Dabei handelte es sich um eine Szene, in der der von ihm dargestellte Charakter, Leland McKenzie, patriarchalischer Vertreter einer so steifen wie erfolgreichen Gesetzesausübung, im Bett mit seiner Mitbewerberin Rosalind Shays (Diana Muldaur) gezeigt wurde. Dysart selbst kommentierte kritisch zu der Szene, die Serie sei irgendwann zu weit vom Gerichtssaal ins Schlafzimmer gewandert.
1972 wurde Dysart mit einem Drama Desk Award und 1992 mit einem Emmy-Award ausgezeichnet.

## Filmografie (Auswahl)
- 1953: You Are There (Fernsehserie, Folge 1x21)
- 1963: East Side/West Side (Fernsehserie, 2 Folgen)
- 1963: Verliebt in einen Fremden (Love with the Proper Stranger)
- 1965: Preston & Preston (The Defenders, Fernsehserie, Folge 4x15)
- 1968: Petulia
- 1969: The Lost Man – Es führt kein Weg zurück (The Lost Man)
- 1971: Hospital (The Hospital)
- 1974: Die Geschichte der Jane Pittmann (The Autobiography of Miss Jane Pittman, Fernsehfilm)
- 1974: Der Killer im Kopf (The Terminal Man)
- 1975: Die Hindenburg (The Hindenburg)
- 1975: Der Tag der Heuschrecke (The Day of the Locust)
- 1975–1976: Lincoln (Sandburg’s Lincoln, Miniserie, 2 Folgen)
- 1976: Cannon (Fernsehserie, Folge 5x22)
- 1978: Ein Feind des Volkes (An Enemy of the People)
- 1978: Columbo: Mord à la Carte (Murder Under Glass, Fernsehreihe)
- 1979: Prophezeiung (Prophecy)
- 1979: Willkommen Mr. Chance (Being There)
- 1979: Meteor
- 1981: Der Jean-Harris-Prozess (The People vs. Jean Harris, Fernsehfilm)
- 1982: Das Ding aus einer anderen Welt (The Thing)
- 1985: Die Maske (Mask)
- 1985: Pale Rider – Der namenlose Reiter (Pale Rider)
- 1985: Der Falke und der Schneemann (The Falcon and the Snowman)
- 1985: Warnzeichen Gen-Killer (Warning Sign)
- 1986–1994: L.A. Law – Staranwälte, Tricks, Prozesse (L.A. Law; Fernsehserie, 171 Folgen)
- 1987: Wall Street
- 1989: Die Bombe (Day One, Fernsehfilm)
- 1989: Feuersturm und Asche (War and Remembrance, Miniserie)
- 1990: Zurück in die Zukunft III (Back to the Future Part III)
- 1995: Panther
- 1995: Truman (Fernsehfilm)
- 1998: Hard Rain
- 2002: L.A. Law – Der Film (L.A. Law: The Movie, Fernsehfilm)